# Jean Rathiafh (grano)

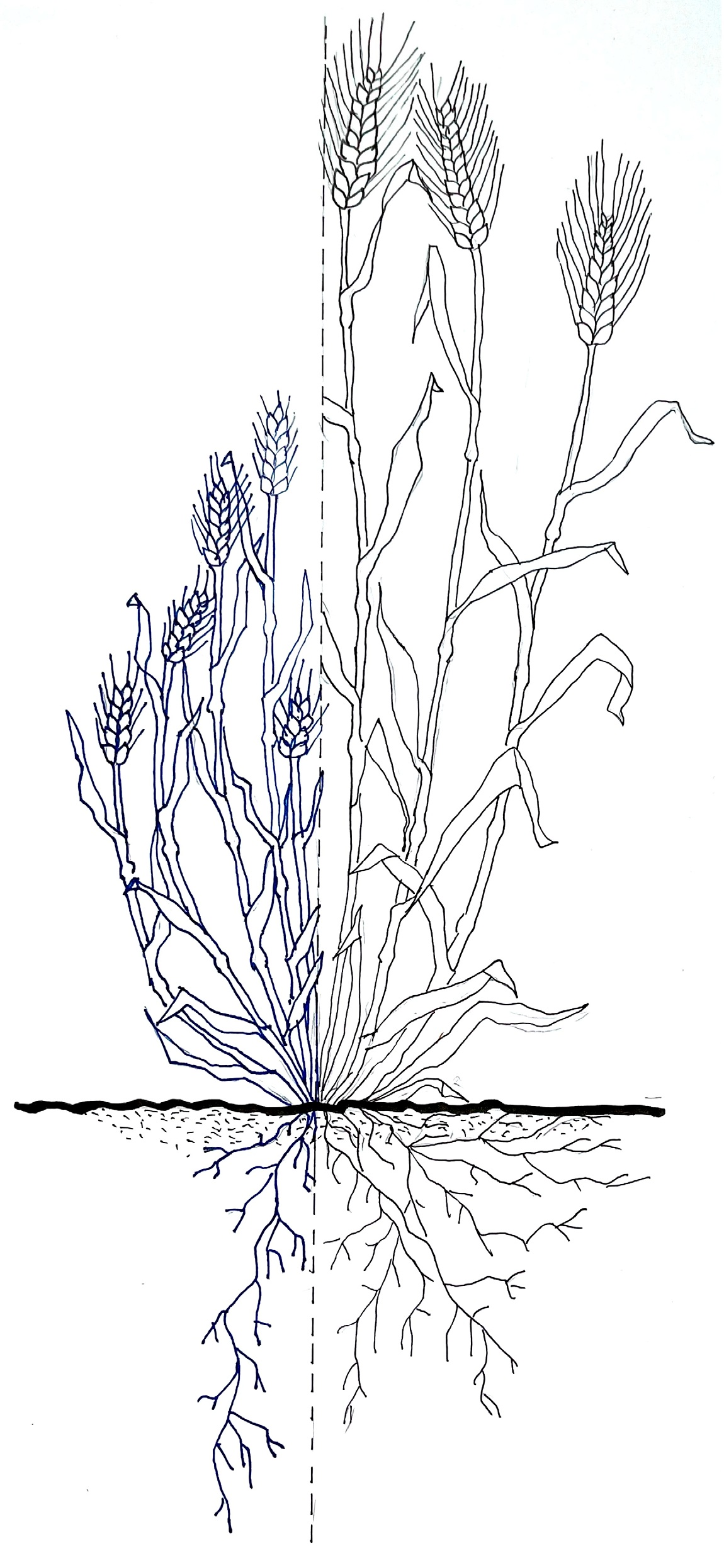
Rappresentazione schematica del grano duro dei gruppi syriacum typicum (sx blu) e mediterraneum typicum (dx nero).

Il grano Jean Rathiafh o Jenah Rhetifah o Jennah Khetifa o Jenan Rhetifah o Jenah Khottifa o Jean Retifah o ala di rondine (T. turgidum L. subsp. durum) è una popolazione di grano duro antico di origine tunisina.

## Storia
Il grano Jean Rathiafh è una popolazione o landrace di origine nord-africana presente in Sicilia nel XIX secolo; da questa popolazione, secondo il costitutore Nazareno Strampelli, dopo il 1915 è derivato per selezione il grano Senatore Cappelli; selezione fatta senza ricorrere all'ibridazione controllata con genotipi a bassa taglia.

## Caratteristiche
Il Jean Rathiafh è considerato uno degli antenati più rilevanti del moderno pool genetico del grano duro.
La caratteristica di questa varietà o ecotipo consiste nelle piante molto alte e una granella molto proteica.
Possiede un apparato radicale voluminoso e ramificato, caratteristica che consentono a queste specie di esplorare un notevole volume di terreno.
Tutte caratteristiche che si ritrovano nel più moderno senatore Cappelli.
Recenti ricerche indicherebbero che Jean Rhetifah, ha una distanza genetica con il grano Senatore Cappelli maggiore di quella del tunisino Bidi; confermando l'ipotesi del Prof. Emanuele de Cillis che indicava quest'ultimo come precursore del Cappelli.